# يوحنا 5

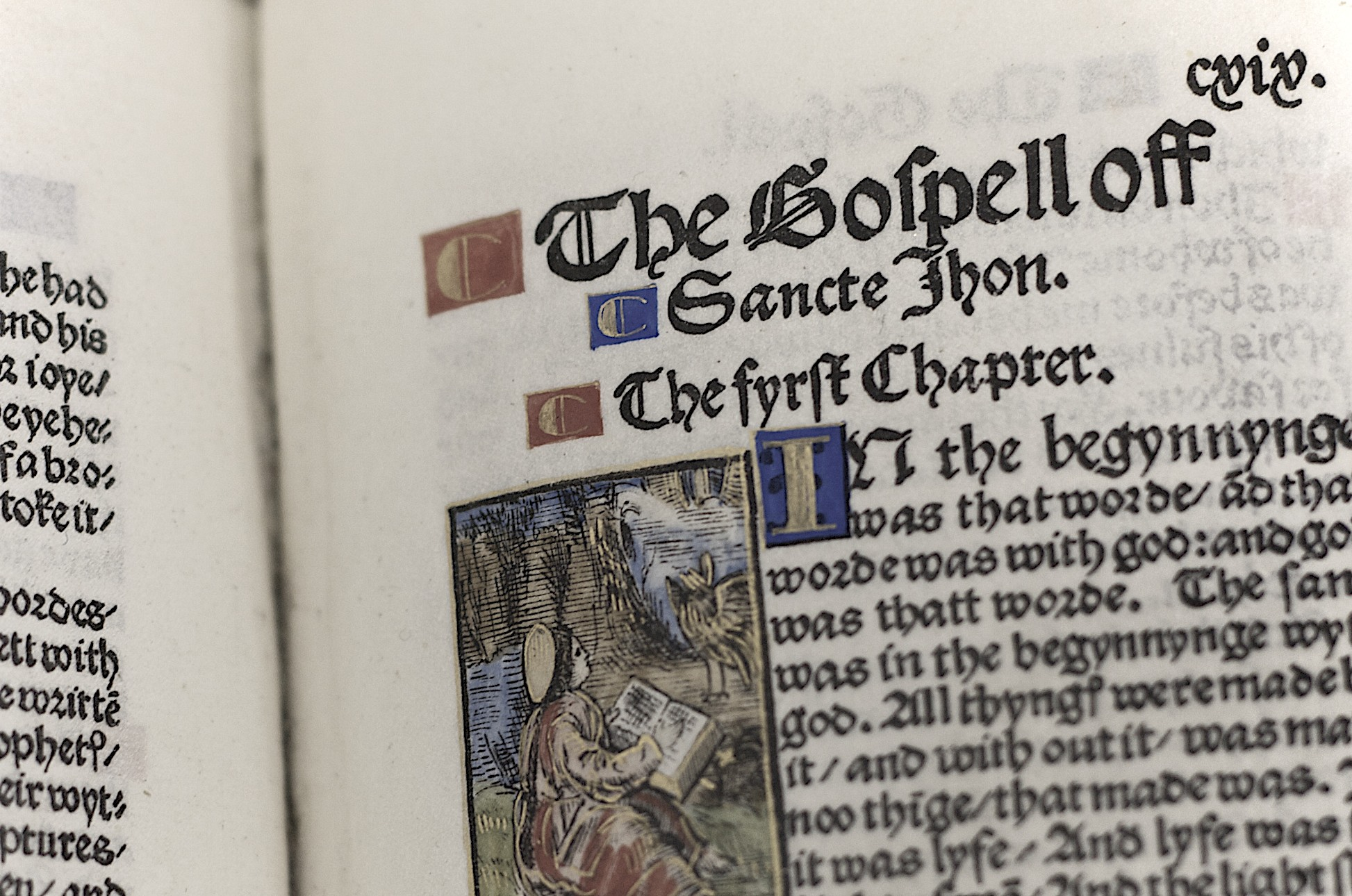

يوحنا 5 هو الفصل الخامس من إنجيل يوحنا في العهد الجديد للكتاب المقدس المسيحي.

## العدد 30 من الإصحاح
(أَنَا لاَ أَقْدِرُ أَنْ أَفْعَلَ مِنْ نَفْسِي شَيْئًا. كَمَا أَسْمَعُ أَدِينُ، وَدَيْنُونَتِي عَادِلَةٌ، لأَنِّي لاَ أَطْلُبُ مَشِيئَتِي بَلْ مَشِيئَةَ الآبِ الَّذِي أَرْسَلَنِي.)

(وَأَنَا لَا يُمْكِنُ أَنْ أَفْعَلَ شَيْئاً مِنْ تِلْقَاءِ ذَاتِي، بَلْ أَحْكُمُ حَسْبَمَا أَسْمَعُ، وَحُكْمِي عَادِلٌ، لأَنِّي لَا أَسْعَى لِتَحْقِيقِ إِرَادَتِي بَلْ إِرَادَةِ الَّذِي أَرْسَلَنِي.)
يقول يسوع أنه لا يطلب مشيئته بل مشيئة الإله الأعظم، قال «لا أقدر أن أفعل من نفسي شيأ، كما أسمع أدين ودينونتي عادلة لأني لا أطلب مشيئتي بل مشيئة الإله الأعظم»

## صفحات ذات صلة
- اسمع يا إسرائيل
- مرقس 12
- سفر أعمال الرسل 2
- متى 12